# 틀룩인탄

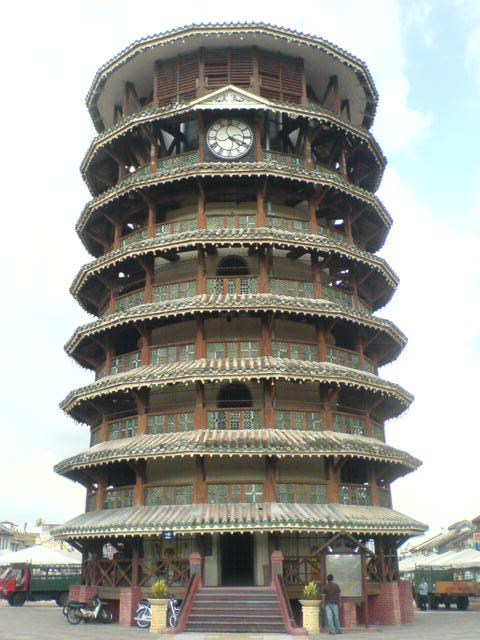

틀룩인탄(Telok Intan，安顺，병음：안순/Anshun)은 말레이시아 페락주에 위치한 도시로, 인구는 108,126명(2000년 기준), 면적은 126.9km2, 인구밀도는 852명/km2이다.
페락 주에서 세 번째로 큰 도시이며 영국의 보호령 시절에는 틀룩안손(Teluk Anson)이라는 이름으로 알려지기도 했다.